# Lewis Paul Bremer
Lewis Paul Bremer III (Hartford, 30 settembre 1941) è un diplomatico e politico statunitense.

## Biografia
Nasce ad Hartford, Connecticut. Dopo aver studiato alla Phillips Academy, si laurea nel 1963 all'università di Yale.

## Carriera diplomatica

### Servizio all'estero
Nel 1963 entrò nella carriera diplomatica e fu inizialmente assegnato a Kabul (Afghanistan), come funzionario dei Servizi Generali dell'Ambasciata statunitense. Fu poi trasferito a Blantyre (Malawi), come addetto economico e commerciale dal 1968 al 1971.
Durante gli anni settanta, Bremer occupò varie posizioni nel Dipartimento di Stato statunitense, incluso il posto di assistente di Henry Kissinger dal 1972 al 1976. Fu vice Capo della Missione statunitense a Oslo (Norvegia), dal 1976 al 1979, tornando in patria per occupare il posto di vice Segretario Esecutivo del Dipartimento di Stato, che ricoprì dal 1979 al 1981. Nel 1981 fu promosso Segretario Esecutivo e Assistente Particolare di Alexander Haig.
Ronald Reagan nominò Bremer Ambasciatore dei Paesi Bassi nel 1983, e alla testa del Coordinamento per il Controterrorismo nel 1986.

### Settore privato
Bremer lasciò il servizio diplomatico nel 1989 e divenne Managing director della Kissinger and Associates, una struttura privata di consulenza mondiale fondata da Henry Kissinger. In questa posizione ottenne diversi riconoscimenti governativi. Prima di entrare a far parte del governo statunitense nel 2003, fu Presidente e responsabile della Marsh Crisis Consulting, un'organizzazione di assicurazione contro i rischi, sussidiaria della Marsh & McLennan Companies. Fu anche nel Consiglio d'Amministrazione dell'Economic Club di New York, e membro del CdA della Air Products and Chemicals, Inc., dell'AkzoNobel NV, dell'Harvard Business School Club di New York e della Netherland-America Foundation. Operò nel Consiglio Internazionale della Komatsu Corporation e della Chugai Pharmaceuticals.
Bremer e 1.700 degli impiegati della Marsh & McLennan avevano i loro uffici nel World Trade Center. L'ufficio di Bremer si trovava nella North Tower. In un'intervista concessa alla CNN dopo l'l'11 settembre 2001, dichiarò che i loro uffici erano situati "sopra il punto colpito dal secondo aeroplano". Bremer e sua moglie sono stati tra i fondatori della Lincoln/Douglass Scholarship Foundation, a Washington (un'organizzazione nonprofit che assicura l'accesso alle high schools dei giovani residenti nel centro della capitale.

### Commissione Bremer
Bremer fu nominato nel 1999 presidente della Commissione Nazionale sul Terrorismo dal presidente della Camera dei rappresentanti Dennis Hastert. La relazione "Countering The Changing Threat of International Terrorism", fu pubblicata nel giugno del 2000. 
Servì anche nella Commissione sulla Scienza e Tecnologia per il Controterrorismo dell'Accademia nazionale delle scienze, che produsse una relazione nel 2002 dal titolo "Making the Nation Safer: The Role of Science and Technology in Countering Terrorism". È stato infine capo dell'Autorità Provvisoria di Coalizione in Iraq (in inglese Coalition Provisional Authority; in arabo سلطة الائتلاف الموحدة‎?, Sulṭat al-iʾtilāf al-muwaḥḥada) dal 2003 al 2004.

## Governatore in Iraq
Il 9 maggio del 2003, Bremer fu nominato Inviato Presidenziale in Iraq dal Presidente degli Stati Uniti George W. Bush. La sua nomina prevedeva che fosse assoggettato all'"autorità, direzione e controllo" del Segretario della Difesa Donald Rumsfeld.
Bremer arrivò in Iraq nel maggio 2003. Il giorno 11 rimpiazzò il Generale Jay Garner come Direttore dell'Ufficio per la Ricostruzione e l'Assistenza Umanitaria. In giugno, l'Ufficio fu trasformato nell'Autorità Provvisoria della Coalizione e Bremer divenne il responsabile esecutivo dell'Autorità. Come detentore del "più potente incarico all'estero ricoperto da qualsiasi statunitense dopo il Gen. Douglas MacArthur in Giappone", egli si paragonò a MacArthur, come pure a Lucius Clay, che era stato in carica della zona sotto controllo statunitense in Germania, dopo la sconfitta di questo Paese nella Seconda guerra mondiale.
Come massimo esponente dell'Autorità Provvisoria di Coalizione in Iraq, Bremer poté governare per semplice decreto. Tra i primi e più rilevanti decreti da lui emanati va ricordato l'Order Number 1, che metteva al bando il partito Baʿth in ogni sua forma e l'Order Number 2 con cui si smantellavano le forze armate regolari irachene, provocando manifestazioni massicce di protesta di membri del Baʿth e delle disciolte forze armate: circa 400 000 unità che rimasero così senza lavoro e stipendio a causa di quelle misure e che divennero sempre più ostili alle forze di occupazione statunitensi e al nuovo regime iracheno da esse istituito.

Nel 2014 Bremer autorizzò "la ricostituzione di un esercito iracheno".
Il 13 luglio 2003, Bremer approvò la creazione di un Consiglio di Governo Provvisorio Iracheno (CGPI) con l'esplicita finalità di "assicurare che gli interessi del popolo iracheno fossero rappresentati". I membri del Consiglio furono scelti da Bremer tra i gruppi e le personalità che avevano sostenuto l'invasione statunitense dell'Iraq. Bremer si riservò il potere di veto sulle proposte del Consiglio. Esso fu autorizzato a individuare un numero limitato di delegati per armonizzare le attività dei comitati dell'Autorità Provvisoria della Coalizione (APC), quali il Gruppo per la Revisione del Programma.
Bremer attribuì le necessarie autorizzazioni all'Autorità Provvisoria di Coalizione per adeguare la Costituzione irachena. Un dibattito si sviluppò su un argomento particolarmente controverso, quando nella sua prima bozza sottoposta all'APC si suggerì il divieto di partecipazione alle elezioni ai partiti politici che si erano opposti all'occupazione statunitense dell'Iraq e alla privatizzazione di gran parte delle industrie irachene interessate alle risorse naturali del Paese, permettendo al nominato Consiglio di Governo Provvisorio Iracheno di firmare un accordo vincolante, definito Status of Forces, tra Iraq e USA.
Il 1º marzo 2004, dopo varie ore di negoziati, il Consiglio di Governo Provvisorio Iracheno risolse i contrasti manifestatisi tra i membri del Consiglio a proposito delle clausole inserite nella Costituzione. Una cerimonia formale di sottoscrizione fu programmata per il 5 marzo 2004 ma essa fu cancellata a causa delle massicce dimostrazioni di protesta della popolazione irachena. La firma ufficiale poté aver luogo solo quando si decise di adottare una Costituzione ad interim, che sarebbe stata riveduta e sostituita da una seconda Costituzione, da elaborare dopo le elezioni irachene dell'8 marzo 2004.
Il 28 giugno 2004, alle ore 10:26 antimeridiane (ora locale), l'Autorità Provvisoria di Coalizione a guida statunitense trasferì formalmente la sovranità sul territorio iracheno al governo Provvisorio iracheno, due giorni prima della scadenza prevista. Bremer partì dal Paese lo stesso giorno. Nel suo discorso di commiato, trasmesso dalla radiotelevisione irachena, disse: "Lascio l'Iraq felice di quanto realizzato e fiducioso del fatto che il vostro futuro è pieno di speranza. Un pezzo del mio cuore rimarrà sempre qui nel bellissimo "Paese tra i due fiumi", con le sue valli fertili, le sue maestose montagne e il suo popolo meraviglioso".
Il ruolo di Bremer come capo dell'Autorità Provvisoria di Coalizione è caratterizzato da numerose pesanti critiche. Notevoli somme di denaro si dice siano scomparse sotto l'amministrazione di Bremer. L'intento di Bremer di privatizzare gran parte delle infrastrutture produttive dell'Iraq e il settore dei beni naturali (petrolio innanzi tutto) è stato parimenti pesantemente criticato e la decisione di Bremer di smantellare l'esercito iracheno è quasi unanimemente giudicata improvvida e responsabile della nascita di un fronte insurrezionale anti-statunitense e anti-governativo.
John Negroponte ha rimpiazzato Bremer nella sua funzione amministrativa civile in Iraq.

## Dopo l'Iraq
Dopo il suo rientro dall'Iraq, Bremer tenne poche conferenze pubbliche. Il 14 dicembre 2004, Bremer fu insignito della Presidential Medal of Freedom dal Presidente G.W. Bush, la più importante decorazione civile, concessagli "specialmente per contributi meritori alla sicurezza o agli interessi nazionali degli Stati Uniti, alla pace nel mondo, o per la cultura o altri significative realizzazioni pubbliche o private".

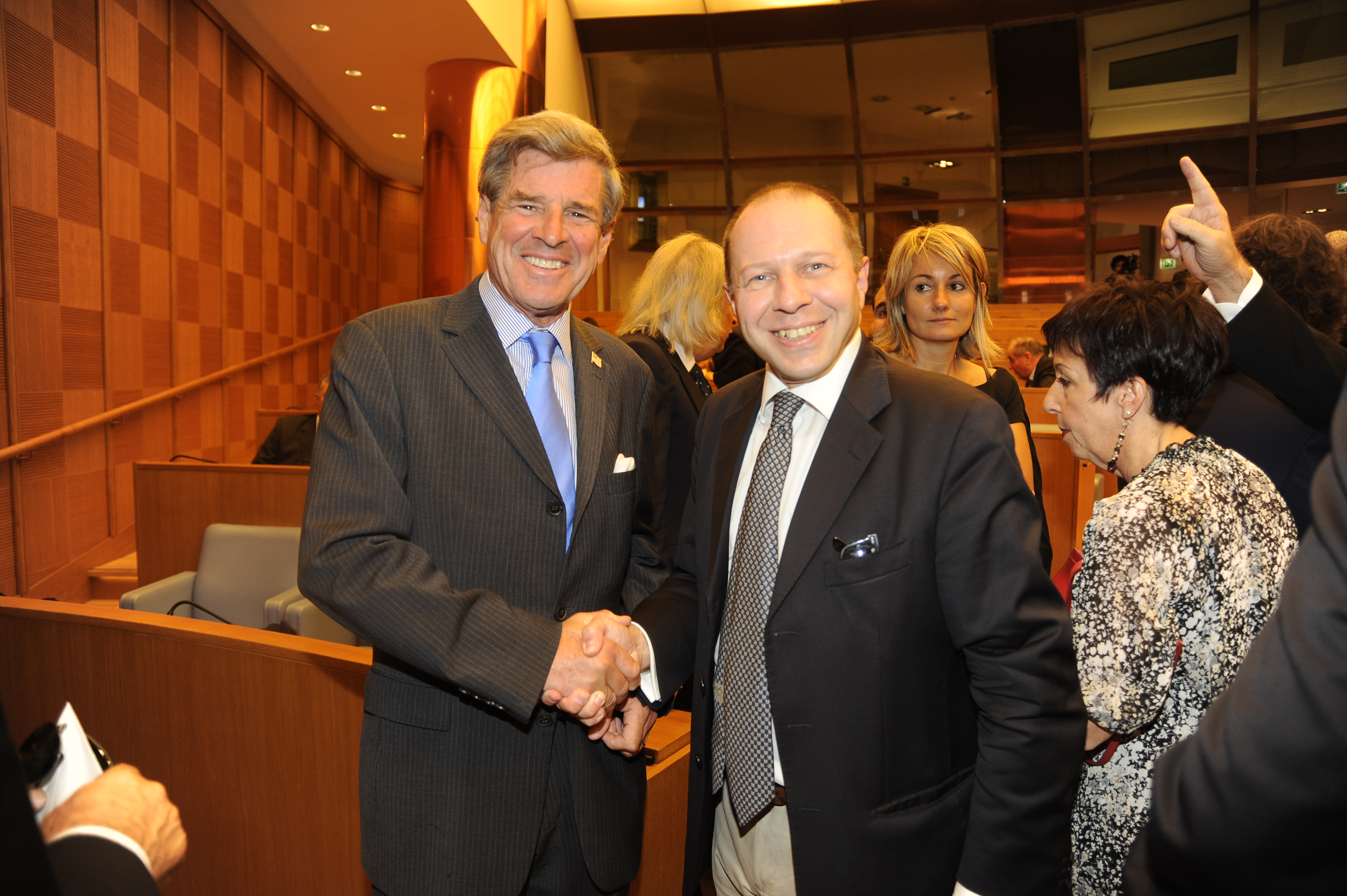
Paul Bremer nel 2013 alla Camera dei deputati insieme al segretario generale della Fondazione Italia USA Corrado Maria Daclon

La visita di Bremer del 18 aprile 2005 come ospite d'onore alla Clark University, provocò proteste contro il suo ruolo svolto nel conflitto contro l'Iraq. Insoddisfatti del discorso di Bremer e delle sue risposte, numerosi studenti espressero rumorosamente le loro rimostranze alla loro università per avergli assegnato $40,000. Un'altra apparizione in pubblico, prevista nella Biblioteca Pubblica della sua città natale, New Canaan (Connecticut) per il 18 gennaio 2006, fu spostata all'interno della struttura privata della St. Luke's School della stessa città, per il fondato timore di nuove proteste. Durante una sua comparsa in pubblico del 27 febbraio 2006 al Lynchburg College, dove sua cognata era vice-Preside, Bremer insistette che la sua decisione di sciogliere l'esercito iracheno era l'unica misura corretta da adottare.
Tra le altre cose, Bremer sostenne ripetutamente che, quando era giunto in Iraq, l'esercito iracheno aveva abbandonato le sue caserme, anche se non c'era stato alcuno scioglimento che lo riguardasse. Più volte insistette sulla sensatezza della sua decisione di espellere tutti i membri del Ba'th dalle loro posizioni governative, paragonando Saddam Hussein addirittura ad Adolf Hitler, malgrado la totale difformità di pensiero tra i due dittatori.
Il 6 febbraio 2007 Bremer comparve di fronte a una commissione d'inchiesta del Congresso che indagava sulle frodi e gli abusi perpetrati in Iraq durante il suo governatorato e fu interrogato circa la scomparsa di fondi durante il suo mandato a capo della CPA, rispondendo anche a un'audizione nel gennaio del 2005 sulla scomparsa di $8.8 miliardi di banconote irachene e sulle modalità scelte per calcolare tali fondi.

## Onorificenze
(2004)
Nel 2013 gli è stato attribuito alla Camera dei deputati il Premio America della Fondazione Italia USA.